# Amtsgericht Magdeburg

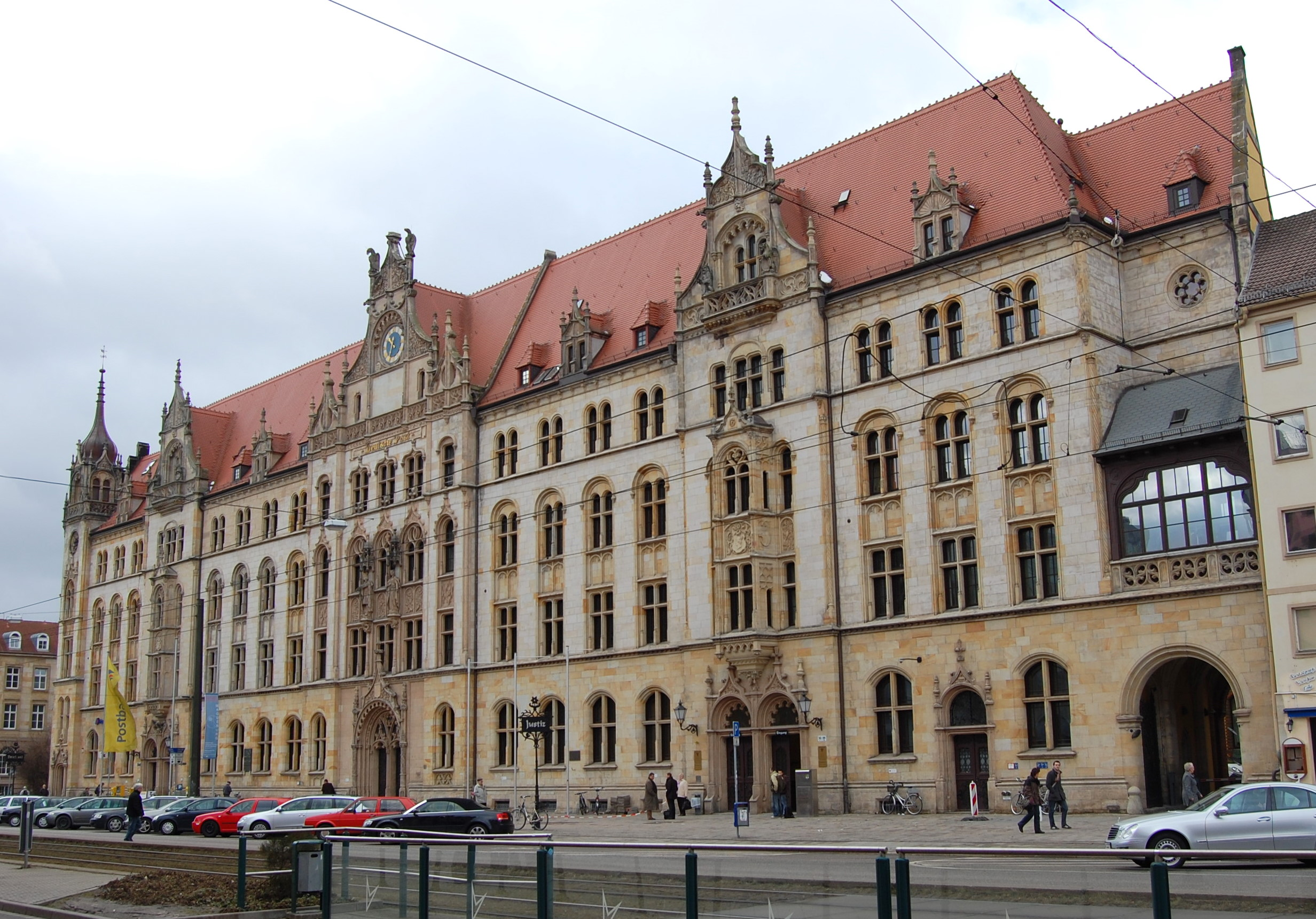
Justizzentrum Eike von Repgow (2010)

Das Amtsgericht Magdeburg ist ein Gericht der ordentlichen Gerichtsbarkeit in Deutschland und ist eines von 25 Amtsgerichten in Sachsen-Anhalt.

## Gerichtssitz und -bezirk
Der Gerichtsbezirk des Amtsgerichtes Magdeburg umfasst das Stadtgebiet von Magdeburg. Es hat seinen Sitz in Magdeburg im Justizzentrum Eike von Repgow im Breiten Weg 203–206. Dem Amtsgericht Magdeburg wurde zum 1. Februar 1996 die Führung des Binnenschiffsregisters für das Gebiet der Länder Mecklenburg-Vorpommern, Sachsen, Sachsen-Anhalt und Thüringen übertragen.

## Übergeordnete Gerichte
Das Amtsgericht Magdeburg ist zum Teil dem Landgericht Magdeburg untergeordnet, zum Teil aber auch unmittelbar dem Oberlandesgericht in Naumburg.